# 蘇爾欽

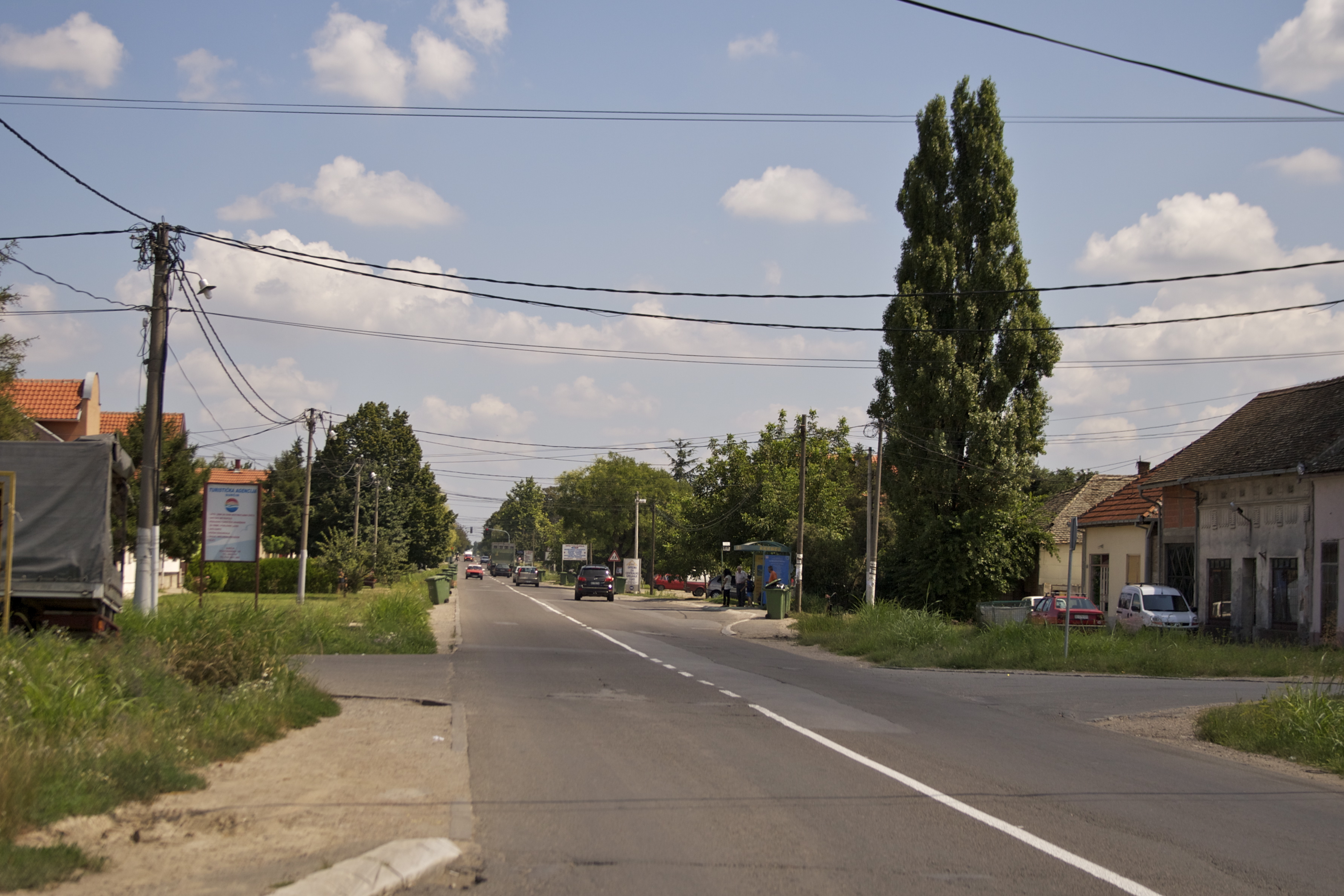

蘇爾欽是塞爾維亞的自治市，由首都貝爾格萊德負責管轄，位於該國中北部，距離貝爾格萊德市區20公里，面積285平方公里，海拔高度73米，2011年人口17,356。

## 外部連結
- Municipality of Surčin